# إيهاب فؤاد أحمد ناجي
إيهاب فؤاد أحمد ناجي (بالإنجليزية: Ehab Fuad Ahmed Nagi)‏  (و. 1968  م) هو عداء سريع يمني، شارك في الألعاب الأولمبية الصيفية 1988.

## روابط خارجية
- إيهاب فؤاد أحمد ناجي على موقع الاتحاد الدولي لألعاب القوى (الإنجليزية)
- إيهاب فؤاد أحمد ناجي على موقع أوليمبيديا (الإنجليزية)